# Jean Schweighaeuser
Pour les articles homonymes, voir Schweighaeuser.
Jean Schweighæuser (en allemand Johann Schweighäuser, en latin Johannes Schweighæuser), né le 26 juin 1742 à Strasbourg où il est mort le 19 janvier 1830, est un philologue et helléniste alsacien.

## Biographie
Fils d'un pasteur protestant, il s'intéresse à la philosophie, en particulier la philosophie morale écossaise de John Hutchinson et Adam Ferguson, et aux langues orientales.
Il étudie à Paris l’arabe, l'hébreu et le syriaque. En 1769, il voyage en Allemagne et noue des relations avec Moses Mendelssohn, Johann Jacob Reiske, Christian Gottlob Heyne et Gotthold Ephraim Lessing. En 1770, il voyage en Angleterre.
Il est professeur adjoint à Strasbourg à son retour. En 1775, il est titulaire d'une chaire de grec ancien et langues orientales.
Membre du conseil de la commune de Strasbourg, il se signale par ses efforts pour le maintien du régime constitutionnel. Il est incarcéré en 1793.

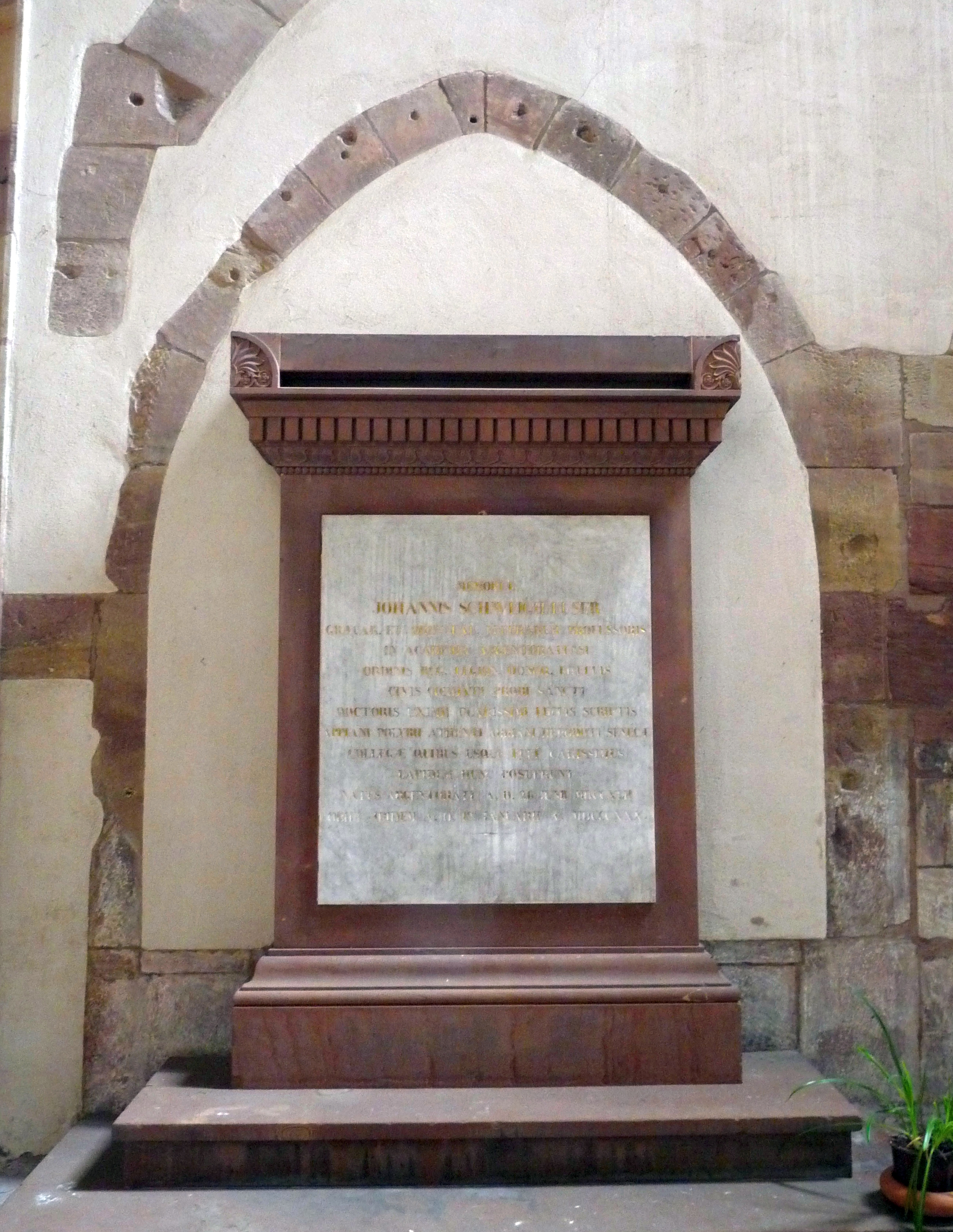
Monument funéraire à l'église Saint-Thomas de Strasbourg

En 1796, il est professeur de langues anciennes à l’École centrale, correspondant de l’Institut. En 1806, il est conservateur de la bibliothèque de Strasbourg. En 1809, il est professeur de littérature grecque.
Il est élu membre de l'Académie des inscriptions et belles-lettres en 1821.
En 1824, il se démet de ses chaires en faveur de son fils Jean Geoffroy Schweighaeuser.
En 1826, il reçoit une médaille de la Société royale de Londres.
Il est l'auteur d'éditions critiques des œuvres d'Épictète, d'Hérodote, de Polybe, d'Appien et de Sophocle. Dans son édition en 14 tomes des Deipnosophistes d'Athénée, monument de science, sept volumes de notes (tomes 8 à 14) sont dus au philologue grec Adamantios Koraïs, auquel Jean Schweighaeuser a rendu hommage.

## Postérité

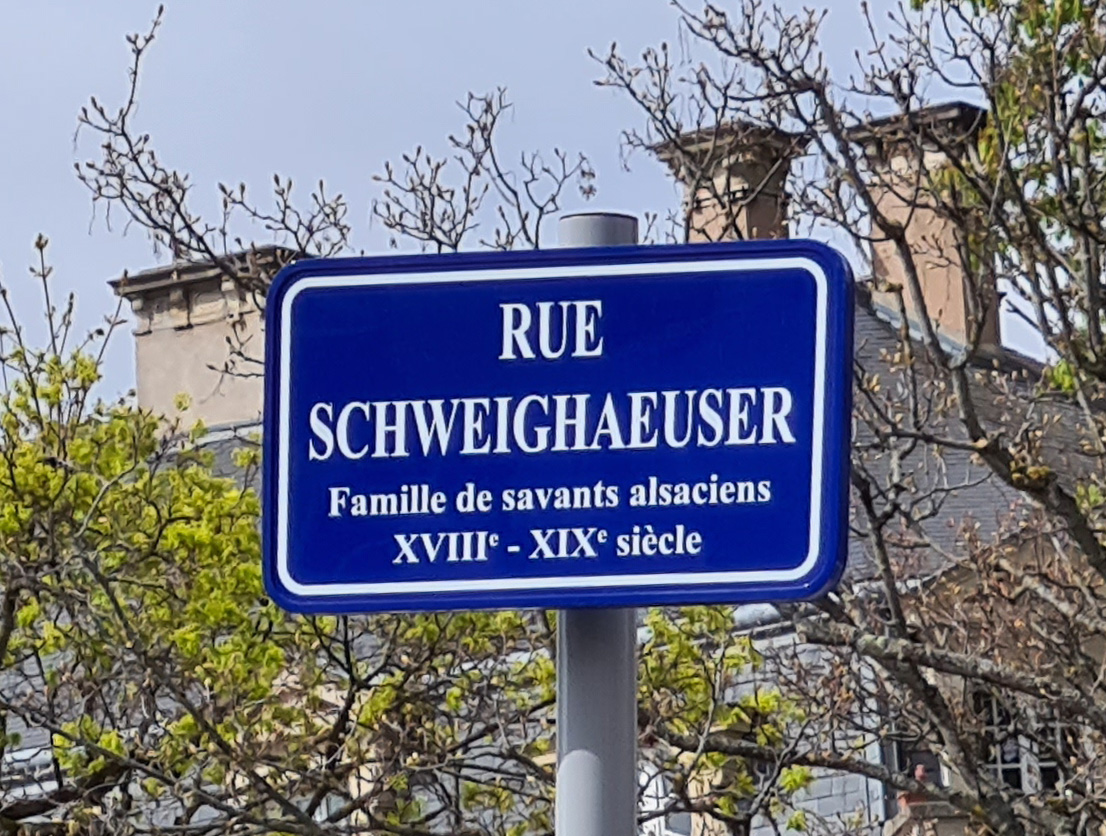
Plaque de rue à Strasbourg.

Le nom d'une rue de Strasbourg, dans le quartier de l'Orangerie, rend hommage à la famille Schweighaeuser.